# Сборная Кипра по футболу (до 21 года)
Сборная Кипра по футболу до 21 года представляет Республику Кипр на международных соревнованиях по футболу. Ни разу не квалифицировалась на молодёжные чемпионаты Европы по футболу, хотя была близка к этому в 2003 году, как и старшая сборная.

## История
Первый официальный матч состоялся в 1978 году против испанской сборной в борьбе за место на молодёжном чемпионате Европы 1980 года и закончился нулевой ничьей. Второй матч против югославской команды (действовавших чемпионов) также завершился нулевой ничьей, а ответные встречи проиграны. Итого Кипр набрал 2 очка, не забив ни одного гола, и не прошёл в следующий раунд.
В борьбе за место на чемпионате Европы 1982 года Кипр сенсационно обыграл Францию со счётом 2:1. Оба гола забил Кикис Кирияку из никосийского «Олимпиакоса». Этому игроку пророчили большое будущее, но он вынужден вскоре завершить карьеру из-за травмы. После его ухода кипрская сборная серьёзно ослаблена и только через 10 лет снова дала о себе знать.
В борьбе за место на молодёжном ЕВРО-1992 киприоты обыграли своих географических соседей — греков — со счётом 1:0, а также разделили очки со шведской командой (1:1), многие игроки которой вскоре в составе главной команды Швеции завоюют бронзу чемпионата мира в США.
В сентябре 1999 года грянула ещё одна сенсация: на фоне победы основной сборной над испанцами молодёжка сыграла не хуже и отвоевала ничью 1:1. Впрочем, тогда команда стала четвёртой, не пропустив вперёд только австрийцев.
В 2003 году Кипр как никогда близок к участию в чемпионате Европы. Команда пропустила вперёд только французов, набрав 15 очков и одержав победу в 5 встречах. Впрочем, по дополнительным показателям Кипр не смог войти в четвёрку лучших и выбыл из борьбы. Год спустя страна вступила в Евросоюз, и Кипрская федерация футбола вынуждена ввести правило Босмана по трансферам игроков, что привело (на данный момент) к относительному спаду в кипрском футболе.